# Triyuga
Triyuga (népalais : त्रियुगा) est une ville du Népal située dans la zone de Sagarmatha et dans le district d'Udayapur. Au recensement de 2011, la ville comptait 70 000 habitants.